# شرکت فولاد فسا
مجتمع فولاد فسا نام کارخانه تولید آهن در فسا می‌باشد که در زمینی به وسعت ۱۰۰۰ هکتار در دست احداث می‌باشد با شروع به کار این کارخانه برای ۳۰۰۰ نفر به‌طور مستقیم در شهر فسا اشتغال ایجاد خواهد کرد. کلیات تولید این کارخانه به این شرح می‌باشد. گندله سازی به ظرفیت ۲٬۷۰۰ میلیون تن در سال، آهن اسفنجی به ظرفیت ۱٬۷۰۰ میلیون تن در سال، فولاد سازی به ظرفیت ۱٬۵۰۰ در سال و لوله بدون درز به ظرفیت چهار صد هزار تن در سال می‌باشد.